# どっちがどっち!
『どっちがどっち!』は、NHK教育テレビジョンの『ドラマ愛の詩』で2002年10月5日から12月28日まで全12回が放送されたテレビドラマ。
原作は山中恒の児童文学作品『おれがあいつであいつがおれで』。原作のドラマ化ではなく、設定を借りたオリジナル作品であり、登場人物のほとんどがこのドラマのオリジナルキャラクターとなっている。しかしりりかと淳のクラスメイトである吉野アケミのみ唯一原作にも登場しているが、設定は異なっている。

## あらすじ
りりかと淳は愛知県瀬戸市に住む、南坂小学校の6年生。気が弱く涙もろいりりかと、わんぱくで正義感の強い淳は性格が正反対。北坂小学校とのリレー大会の日、それぞれが家出を目論む（りりかが家出しようとしたのはレッスンをサボるためであり、淳が家出しようとしたのは離婚して家を出て行った母に会うためである）が、その時公園で居眠りしている手品師の鞄を盗み出した不良中学生達を注意した登校中の淳が絡まれ追われる羽目になり、そこに出くわしたりりかも巻き込まれ追われる羽目になる。逃げる途中、坂から転げ落ちた2人は、気が付くと体が入れ替わっていた。

## キャスト
齋藤りりか - 飯田美心
南坂小学校6年生。気が弱く涙もろい性格。母が自宅でバレエ教室を営んでいるためバレエ少女であり、そのためヘソ踊りが得意な淳とは違ってバレエが得意である。北坂小学校とのリレー対決の日、手品師の鞄を盗んだ不良中学生達を注意して絡まれ追われた淳と一緒に逃げる途中で坂から転がり落ちた弾みで体が入れ替わってしまい、その後しばらくは淳の体のまま生きる事となった（第6話にて北坂小のキドラとの柔道対決の際に体が一旦元に戻るが、第7話にて淳と喧嘩してる最中に坂から転がり落ちた弾みでまた体が入れ替わってしまった）。幼い頃祖母からもらったくまのすけと言う熊のぬいぐるみを大切に持っている（そのくまのすけの耳には祖母と根住大五郎の身体が入れ替わった情報の書いてある布が仕込んであった）。当初は淳と違って自転車には乗れなかったが彼と体が入れ替わってから自転車に乗る練習をし、それから自転車に乗れるようになった。しかし淳の父が経営する運送店がついに倒産し、それがきっかけで彼は父と共に九州の熊本へIターンする事となるが、彼は自身と体が入れ替っていたため熊本へは行けず、それがきっかけで転校するのを嫌がっていた。しかし最終回では九州へ行くと決意して淳の体のまま彼の父と共に九州の熊本へIターンし、そこでもしばらくバレエをやったりして過ごしていた。しかしクリスマスの日に瀬戸へ戻って来てから自身と体が入れ替った淳と久々に再会し、その際に不良中学生達に絡まれたカジラを助け出そうとして淳と共に坂から転げ落ち、そしてついに自身の体が元に戻った。
古谷淳 - 渋谷謙人
南坂小学校6年生。幼い頃に両親が離婚し、父に引き取られ、男手一つで育てられた。離婚して家を出て行った母に会いたがってはいるが父にはそれを許してもらえず（父には内緒で母と手紙のやり取りをし、りりかと体が入れ替わった際に母と初めて再開し時々会っていたが、しまいにはそれが北坂小の博によって父にバレて厳しく叱責される羽目となった）、そのため父とは母に絶対会わない約束をしていた。母と会う事を父に許してもらえないのは父にとって母との思い出がとても悲しくて苦い思い出となっており、そのため淳には自身と同じ思いはさせたくないと言う父の一心だからである。バレエ少女であるりりかとは違ってバレエには一切関心は無く、得意な踊りはヘソ踊りであり、父が経営する運送店の従業員達と自宅でよくヘソ踊りをして盛り上がっている（ヘソ踊りをする際には青江三奈の伊勢佐木町ブルースのCDを毎回流し、それに合わせてヘソ踊りをする）。さらには自宅では毎日交代で食事当番をしているため料理も得意である。それにわんぱくで喧嘩っ早い上に正義感は強いが喧嘩や柔道（柔道場へ通って習ってはいる）は弱い。北坂小学校とのリレー対決の日、公園で居眠りしている手品師の鞄を盗み出した不良中学生達を注意し絡まれ追われる羽目に遭い、そこに出くわしたりりかと一緒に逃げる途中で坂から転がり落ちた弾みで体が入れ替わってしまい、その後しばらくはりりかの体のまま生きる事となった（第6話にて北坂のキドラとの柔道対決の際に体が一旦元に戻るが、第7話にてりりかと喧嘩してる最中に坂から転がり落ちた弾みでまた体が入れ替わってしまった）。りりかとは違って自転車に乗るのも上手であり、りりかと体が入れ替わった際に自転車に乗った時は自転車に乗れなかったりりかが一体なぜ自転車に乗れるようになったのかと周囲から不思議に思われた。終盤では父が経営する運送店が倒産し、父と共に九州の熊本のほうへIターンする事となるが、自身はりりかの体のままであったため熊本へは行けずしばらく瀬戸に残る事となった。しかしクリスマスの日に自身と体が入れ替ったりりかと再会し、その際に不良中学生達に絡まれたカジラを助け出そうとしてりりかと共に坂から転げ落ち、そしてついに自身の体が元に戻って九州へIターンする事が出来た（この時体が元に戻ってから初めて母と対面した）。自分の体が元に戻ってから初めて九州へ来てからは空港から父と共にヒッチハイクで熊本まで帰る事になったがどの車にもなかなか停まってもらえなくて歩いて熊本まで向かおうとした（その後無事に熊本まで辿り着いたのかは不明である）。母が離婚して家を出て行ったのは自身が幼い頃だったため母の顔も全く覚えていなかったのだが、りりかと入れ替わってから母と再会し、この時は母だと気付かずサスケ（さすらいの健康相談員）と呼んで慕っていた（第10話にてそのサスケが自身の母だと初めて知り、その際に父との約束を破ってしまったと後悔する）。
古谷土彦 - 梨本謙次郎
淳の父。運送店を営み、自らトラックのハンドルを握る。息子の淳が幼い頃に元妻の天澤茜と離婚し（元妻の茜との思い出は自分にとってとても悲しくて苦い思い出となっており、そのため淳と体が入れ替わったりりかから茜の事を問われた際には自分1人台所へ逃げ込んで泣き崩れた）、男手一つで淳を育てて来た。大の酒好きなためよく酒を飲んでいる。茜と離婚して以降は長年ずっと仕事と家事を両立（食事当番は毎日交代で行っている）してきたため料理の腕もかなり良く、運送店の従業員達から味付けもいい感じだと絶賛される程である。とても短気で喧嘩っ早い頑固親父であり、淳が茜と会う事さえ許さないほどである（淳がりりかと入れ替わってから茜と時々会っている事が第10話にて北坂小の博によって判明し、それに腹を立てて激怒し、しまいにはこの時淳と体が入れ替わったりりかに平手打ちを食らわせる）。淳が茜と会う事を許さないのは彼女との思い出が自身にとってとても悲しくて苦い思い出となっており、そのため淳には自身と同じ思いはさせたくない一心だからである。とても短気で喧嘩っ早い頑固親父である反面息子想いの父親であり、淳がピンチに遭うと黙っていられなくなる（第1話で淳が不良中学生達に絡まれた際には激怒し、彼に絡んだその不良中学生達を追っ払った）。ある日淳がりりかと入れ替わったのをきっかけに性格が突然変わった事（急に気が弱くなって得意なヘソ踊りも踊らなくなり、さらにはバレエをやると言い出してバレエを始める）に驚く。終盤では自身の経営する運送店が倒産し、その運送店をたたんで淳と共に九州の熊本のほうへIターンする事となった（淳はその時りりかと体が入れ替っていたため熊本へ行けず、代わりに淳と体が入れ替ったりりかと共に熊本へIターンしてしばらく熊本で過ごしていたが、クリスマスの日にとうとう淳の体が元に戻ってからは彼と共に熊本へIターンする事が出来た）。ようやく自分の体が元に戻った淳とは空港からヒッチハイクで熊本まで帰ろうとしたがどの車にもなかなか停まってもらえず、そのため淳と共に熊本まで歩いて向かう羽目となった（その後無事に熊本まで辿り着いたのかは不明である）。
手品師 - マギー司郎
ある日公園で居眠りしていた時に不良中学生達に鞄を盗まれ、それを淳が取り返した際に目を覚ます。その後お祭りで手品を披露し、その時にりりかと淳に出会う。第6話ではりりか（この時は彼女と体が入れ替わった淳）とキドラの柔道対決を偶然見に来ており、その際に彼女と淳の体が一旦元に戻った。
天澤茜 - 美保純
淳の母。病院の看護師で健康相談員。息子の淳が幼い頃に元夫の土彦と離婚して家を出て行ったため、淳でさえ顔も覚えていない。元夫の土彦とは違って穏やかで優しい性格であり、淳の事をいつも気にかけて手紙を出している（第1話では淳と初めて再会するために待ち合わせをしていたが、この時淳はりりかと体が入れ替わってしまったため会いに来る事が出来なかった）。ある日りりかと体が入れ替わった淳と出会い、その淳からはさすらいの健康相談員という意味でサスケと呼ばれ慕われる（第10話にて初めて自分の母親だと淳が知り、父との約束を破ってしまったと後悔する）。元夫の土彦にとって自身との思い出はとても悲しくて苦い思い出となっており、そのため土彦は淳と入れ替わったりりかから自身の事を問われた際に自分1人台所へ逃げ込んで泣き崩れた。
齋藤すみか - 杉山美智子（現・野中美智子）
りりかの妹で、北坂小学校4年生。本来ならば姉のりりかと同じく南坂小学校に通わなければならないが、統廃合になった際に吸収されるほうの学校に通うのを嫌がって北坂小学校に通っており、そのため博やマリ子、キドラ達の後輩である。りりかの事をりりちゃんと呼んでいる。
齋藤まゆ - 伊藤友乃、河崎有紀（中学1年時）
りりかの祖母で、花の実母。りりかと入れ替わった淳からはまゆバアと呼ばれる。根住大五郎とは同級生で幼なじみ。中学1年生の頃、偶然夏祭りに来ていた根住大五郎と体が入れ替わり、しばらくは根住の体のまま生きていた（しばらくして体は元に戻ったが、いつどこでどうやって元に戻ったのか全く覚えていない）。
根住大五郎 - 天野鎮雄、植聖（中学1年時）
淳が通う根住柔道場の師範。通称クマネズミ。りりかと体が入れ替わった際にカジラを倒した淳をスカウトする。齋藤まゆとは同級生で幼なじみ。中学1年生の頃、偶然夏祭りに来ていた齋藤まゆと体が入れ替わり、しばらくはまゆの体のまま生きていた。
齋藤花 - 戸川京子 ※戸川はこのドラマが遺作となった。
りりかの母。自宅で齋藤バレエ教室を営んでいる。ある日娘のりりかが淳と体が入れ替わったのをきっかけに性格や言葉遣いなどが突然変わった事（急に気が強くなって自分の事を俺と言ったりするようになり、さらには柔道をやると言い出して柔道を始める）に驚く。第9話ではりりか（この時点では彼女と入れ替わった淳）が一体どんな事をしてるのか知りたくて根住柔道場へ柔道を習いに訪れる。
演じた戸川京子はこのドラマの収録が全て終了して放送されるまでの間に亡くなり、そのためこのドラマは戸川の遺作となった。
齋藤幸太郎 - 伊沢勉
りりかの父。信用金庫に勤めるサラリーマンである。齋藤家には婿養子に来ており、妻の花には頭が上がらない。淳の父とは違って家庭でも威厳を一切見せないとても優しい父親であり、そのためりりかから慕われている。
矢田響子 - 間瀬なつみ
南坂小学校の児童会長で、りりかと淳のクラスメイト。銭湯を営む両親の1人娘であり、よく実家の銭湯を手伝っている。
梶剛 - 古川貴博 ※当時、『中学生日記』と並行で出演。
りりかと淳のクラスメイトでガキ大将。通称カジラ（ゴジラにちなんで）。淳と同じ柔道場に通っている。ガキ大将であるためとても短気で喧嘩っ早くて喧嘩も柔道も強いが、りりかと淳に絡んだ不良中学生逹には勝てずあっさりやられてしまう。ある日りりかと体が入れ替わった淳に倒される。最終回の終盤では不良中学生達に再び絡まれ、その時りりかと淳に助けられた際に突風が吹いて彼らと共に坂から転げ落ち、その後見知らぬ女の子と体が入れ替わった。
久保田篤史 - 本庄駿太
南坂小学校の児童副会長で、りりかと淳のクラスメイト。頭脳明晰でとても勉強が出来て成績優秀である。パソコンを持っている（北坂小学校との合同林間学校合宿の際には持ち物検査でパソコンを規定外と言う事で北坂小の児童達に没収される）。
上野一也 - 堂領肇
りりかと淳のクラスメイト。
吉野アケミ - 伊原茉莉花
りりかと淳のクラスメイト。とても気が強い。北坂小学校の合同林間学校合宿の際には持ち物検査で化粧品を北坂小の児童達に没収される。
設定は異なるものの、原作から登場した数少ない人物である。
沖津博 - 海宝直人
北坂小学校の児童会長。表向きの性格は非常に穏和で優しい性格だが、実際は木戸らの悪事に加担したりなど心が腐った性格。歯が光っている。かなりの頭脳明晰であるためりりかと淳の体が入れ替わっている事もよく知っており、第10話では淳が時々母と会っていると言う事（この時淳はりりかと体が入れ替わっていた）を彼の父にこっそり告げ口し、それがきっかけで彼の父が激怒する羽目となった。
木戸ミツオ - 小栗一将
北坂小学校6年生。通称キドラ（キングギドラにちなんで）。南坂小学校のカジラと同じくガキ大将であり、とても喧嘩や柔道が強い（柔道で左利きの選手に弱いという情報が流れたが、実は嘘だった）。非常に大柄。第6話にてりりか（この時は彼女と体が入れ替わった淳）と柔道で対決している最中に淳（この時は彼と体が入れ替わったりりか）が来て「その勝負待って！」と言った際にりりかと淳の体が一旦元に戻った（その際に体が元に戻った淳に倒されるが、無関係者の乱入と言う事で無効となった）。
早見マリ子 - 高橋祐月
北坂小学校の児童副会長。博の側近。気が強くしっかりしていてまさに先生のような感じであり、とても児童副会長とは思えない。
元さん - 外山文孝
土彦が営む運送店の従業員。自身より年下である土彦の下で長年ずっと働いてきた。淳の事をとてもかわいがっており、そのため彼が母と会うために手紙のやり取りをしている事を最初は2人だけの秘密にして土彦にも誰にも内緒にしていた（第10話にてその事も判明し土彦が激怒する羽目となった）。長年ずっと痔に悩まされており、淳にはいつも痔の調子を心配されている。土彦が営む運送店が最終回で倒産してからは一体どうなったのか不明である。
靖 - 竹村真
土彦が営む運送店の若い従業員。淳と同じくヘソ踊りが得意であり、彼とはよくヘソ踊りをして盛り上がっている。いつも空気が読めない言動ばかりしてはヨーヘイに突っ込まれる。第10話では淳が母と時々会っている事が土彦にバレてしまい、それがきっかけで対立した淳（この時は淳と体が入れ替わったりりか）と土彦を和解させようとするが結局和解はせず、その直後に「俺の育て方が間違っとったんかなあ!?」と土彦に泣きつかれた。土彦が営む運送店が最終回で倒産してからはヨーヘイと共に別の運送店へ再就職し、彼と共に公園へ祠を運び込んだ。
ヨーヘイ - 高橋亮太
土彦が営む運送店の若い従業員。ロン毛に茶髪が特徴的。かなり真面目な性格なためいつも空気が読めない言動ばかりする靖にはよく突っ込みを入れる程だが、非常に酒癖が悪いため酒に酔っ払うと裸踊りを踊り出す。土彦が営む運送店が最終回で倒産してからは靖と共に別の運送店へ再就職し、彼と共に公園へ祠を送り届けた。
香取先生 - 佃典彦
南坂小学校の先生であり、りりかと淳のクラスの担任。北坂小学校との合同林間学校合宿の際にはキャンプファイヤーのためにウクレレを持って来ていたが、以前ある学校がキャンプファイヤーで小火騒ぎを起こしてキャンプファイヤーが中止になったのをきっかけにそのウクレレを持ち物検査で北坂小の児童達に没収される。
林校長 - 藤尾年樹
南坂小学校の校長先生。
山田師範代 - 新実
淳が通う柔道場の師範代。
不良中学生逹 - 金原健、稲垣春久、水谷亮介
瀬戸市内の中学校の不良生徒逹。いつも学校をサボってはあちこちで窃盗事件などを起こしている。第1話では公園で居眠りしている手品師の鞄を盗み出し、それを見ていた淳に注意されて逆上しその淳を追いかけ回し、さらには淳の鞄まで盗み出しその中から淳の母からの手紙を見つけ出してそれをラブレターだと勘違いする。しまいには淳とりりかを探しに行ったカジラを袋叩きにする。その後最終回で再登場し、その際には商店街でカジラと出くわし彼をまた袋叩きにしようとするが、淳とりりかに阻止された事に逆上し彼らを袋叩きにしようとする。それをカジラに阻止された際に突風が吹いて淳とりりかが坂から転げ落ち、それがきっかけで彼らの体が元に戻った。

## スタッフ
- 脚本：宮村優子[1]
- 製作統括：銭谷雅義[3]
- 演出：小松隆、海辺潔、菅原浩[1]
- 音楽：大島ミチル[1]

## テーマソング
- 主題歌：Whiteberry「生まれ変わってもアタシでいたい」[1]
- 挿入歌：Whiteberry「BE HAPPY」
- 挿入歌：伊勢佐木町ブルース「青江三奈」

## サブタイトル
1. おれがあいつであいつがおれで[2]
2. 柔道少女 りりか[2]
3. バレエ少年 淳[2]
4. 柔道対決 りりかVSカジラ[2]
5. 絶体絶命!入れ替わりテスト[2]
6. 決戦!りりかVSキドラ[2]
7. 俺たちはパシリじゃない![2]
8. 林間学校の怪談[2]
9. 秘密の冒険旅行[2]
10. その転校、待った![2]
11. ラストチャンス[2]
12. 奇跡のクリスマス[2]